# پروسکو

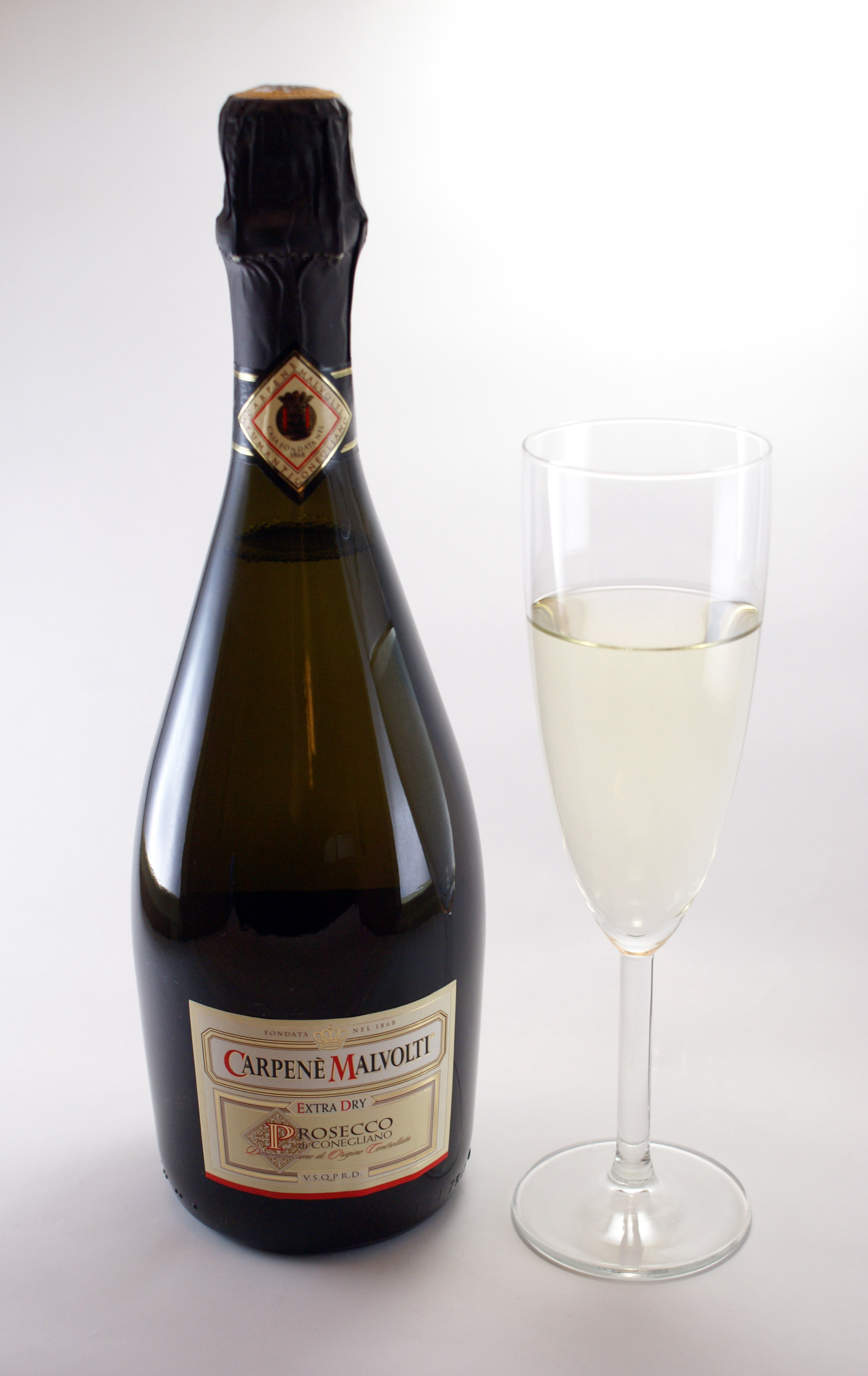
یک بطری پرسکو و یک جام شیشه‌ای مخصوص نوشیدن پروسکو که به دلیل شکل خاصش، مانع از خروج حبابها پس از ریخته شدن می‌شود.

پروسِکو(به ایتالیایی: Prosecco) نوعی شراب گازدار، سفید ایتالیایی است که از انگور گلرا تولید می‌شود. نام این نوشیدنی، از روستای پروسکو واقع در استان ونتو ایتالیا گرفته شده‌است.
پروسکو جایگزینی ارزانتر برای، شامپاین محسوب می‌شود.